# Медіасистема Канади
Канада має добре розвинений медіа-сектор, але його культурні продукти, особливо в англійських фільмах, телевізійних шоу та журналах, часто перекриваються імпортом з США. Телебачення, журнали та газети в основному призначені для некомерційних корпорацій на основі реклами, підписки та інших надходжень, пов'язаних з продажем. Тим не менш, як телевізійні мовлення, так і видавничі сектори вимагають, щоб ряд урядових інтервенцій залишався вигідним, починаючи з правил, які забороняють іноземним телерадіомовникам застосовувати податкове законодавство, яке обмежує іноземну конкуренцію в рекламі в журналах.

Прапор Канади

## Загальна характеристика медіасистеми Канади
У телерадіомовленні в Канаді діє телекомпанія, що фінансується урядом, — Канадська телерадіокомпанія (Radio Société Radio Canada), яка працює на радіо та телебаченні на англійській та французькій мовах. Окрім того, деякі провінційні уряди пропонують свої власні освітні телевізійні послуги, такі як TV Ontario в Онтаріо та Télé-Québec. З огляду на невеликий ринок Канади та його позиції поряд із домінуючим виробником фільмів (США), канадська кіноіндустрія отримує значну допомогу від уряду. У 2000-х роках приблизно половина бюджету типового канадського фільму надходила з різних джерел урядів та провінції.

## Радіостанції Канади
В Канаді існує приблизно 2000 радіостанцій, як на AM, так і FM-смугах. Як і для телевізійних станцій, радіозв'язок в Канаді складається з чотирьох букв, починаючи з дволітерних комбінацій CF, CH, CI, CJ, або CK, хоча на кількох станціях використовуються тривимірні послідовності. На додаток до приватних станцій CKX та CKY, деякі станції CBC мають тривимірні послідовності, як правило, у великих містах, де вони вперше вийшли в 1930-х. Проте нові станції CBC мають звичайні 4-літерні послідовності.

##### Головні радіостанції

AM Radio

- AM Radio

Радіо трансляція — це технологія радіомовлення, яка використовує амплітудну модуляцію (AM). Це був перший спосіб, розроблений для здійснення аудіо-радіопередач, і все ще використовується в усьому світі, перш за все для передачі середньої хвилі (також відома як «AM band»), а також на довгохвильових та короткохвильових радіочастотах.
- FM radio

FM-трансляція — це метод радіомовлення з використанням технології частотної модуляції (FM). Винайдений американським інженером Едвіном Армстронгом в 1933 році, він використовується по всьому світу для забезпечення високоякісного звучання через радіомовлення.

## Телебачення
Канадська телевізійна радіомовна галузь розділена між державною та приватною власністю. Канада наразі має 130 телевізійних станцій, які транслюють по 1446 передатчикам по всій країні, як на діапазоні УВЧ, так і УВЧ. На додаток до загальнодоступної канадської телерадіомовної корпорації Société Radio-Canada, яка працює як телевізійна мережа англійською (CBC Television), так і французькою (Ici Radio-Canada Télé), існує п'ять великих приватних телевізійних мереж. CTV, Global та City транслюються англійською мовою та доступні по всій країні. TVA та V транслюють французьку мову та працюють на телевізійних каналах французькою мовою (включаючи Квебек та частини Онтаріо та Нью-Брансвік), хоча вони також доступні через Канаду за допомогою платного телебачення. Ici Radio-Canada Télé, TVA і V функціонують в конкретному культурному контексті телебачення Квебек. Більшість мережних станцій належать і експлуатуються самими мережами, хоча у всіх мережах є кілька філій з різним правом власності.

##### Основний кабельний пакет англійською мовою Канади включає
- основні канадські комерційні мережі англійської мови (CTV, CTV Two, Global, City);
- провінційне освітнє телемовлення (наприклад, TVO в Онтаріо);
- APTN, мережа, присвячена програмуванню аборигенів;
- поєднання канадських та американських каналів спеціального інтересу, таких як TSN, MuchMusic, CNN, CTV News Channel і Showcase3;
- TVA, один з двох приватних мовників французької мови в Квебеку1.

## Преса

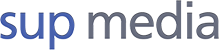
SUP Media

Практично всі канадські міста обслуговуються, принаймні, однією щоденною газетою, а також щоденними газетами. У великих містах, де є більше однієї щоденної газети, як правило, щонайменше один день є таблоїдним форматом. Двомовні міста, такі як Монреаль і Оттава, мають важливі документи французькою та англійською мовами. У Канаді в даний час є дві великі «національні» газети: The Globe and Mail і National Post, Ле-Девоар, хоч і не дуже поширені поза межами Квебеку, вони є французьким аналогом національних газет.
Газета з найвищим тиражем — Toronto Star, а газета з найвищим читачем на душу населення — Віндзорська зірка. Канадські газети переважно належать великим мережам. Найбільшим з них є мережа CanWest News Service, що належить CanWest. Квебек володіє багатьма таблоїдними газетами через свою компанію Sun Media, включаючи Le Journal de Montréal і Toronto Sun.

##### Газети
Місцеві газети
- Airdrie – Airdrie Echo
- Athabasca — Athabasca Advocate
- Banff — Banff Crag & Canyon
- Carberry – Carberry News Express
- Bashaw — Bashaw Star
- Bassano — Bassano Times
- Dawson Creek — Alaska Highway News, The Mirror
- Beaverlodge — Beaverlodge Advertiser

##### Журнали
- L'Actualité
- AdBusters
- Canadian Business
- Canadian Geographic
- Canadian Living
- Chatelaine — women's magazine
- Flare — fashion
- Enterprise Mag
- Literary Review of Canada

## Телекомунікації
Сучасні телекомунікації в Канаді включають телефон, радіо, телебачення та Інтернет. У минулому телекомунікації включали телеграф, доступний через канадську тихоокеанську та канадську національну.

##### Радіо
Радіостанції: AM 245, FM 582, короткі хвилі 6 (2004) . Префікси МСЕ: Комбінації листів, доступні для використання в Канаді, як перші дві літери дзвінка на телевізійних або радіостанціях: CF, CG, CH, CI, CJ, CK, CY, CZ, VA, VB, VC, VD, VE VF, VG, VO, VX, VY, XJ, XK, XL, XM, XN та XO. Лише CF, CH, CI, CJ та CK в даний час спільно використовуються, хоча чотири радіостанції в Сент-Джонсі, Ньюфаундленді та Лабрадорі зберігали літери розмов, починаючи з VO, коли в 1949 році Ньюфаундленд приєднався до Канадської конфедерації. Станції, що належать Канадська радіомовна корпорація використовує ЦБ за спеціальною угодою з урядом Чилі. Деякі коди, що починаються з VE і VF, також використовуються для ідентифікації передавачів радіопередавача.

##### Телефони
Телефони — основні лінії в експлуатації: 18 251 мільйон (2009 рік)
Телефони — мобільні стільникові: 23,081 мільйона (2009)

##### Телефонна система
Вітчизняна: домашня супутникова система з приблизно 300 наземними станціями.
Міжнародний: 7 коаксіальних підводних човнів; супутникові наземні станції — 5 Intelsat (4 Атлантичний океан і 1 Тихий океан) та 2 Intersputnik (Атлантичний океан) (2007).

##### Інтернет
- Internet service providers: 760 (2000 est.);
- Country codes: CA, CDN, 124;
- Internet users: 25.086 million (2008);
- Internet hosts: 7.77 million (2010);
- Total households with Internet access: 6.7 million out of 12.3 million (2004);
- Total households with high speed connection: 65 % (2004);
- Total users of home online banking: 57 % (2004)

## Інтернет
Канада займає 21-е місце у світі за використання Інтернету з 31,77 мільйонами користувачів станом на липень 2016 року. Це 89,8 % населення.
Відповідно до Factbook CIRA 2013, канадці проводять більше часу в Інтернеті, ніж будь-хто інший у світі — в середньому 45 годин на місяць. Вони також дивляться більше онлайн-відео, з середньою кількістю переглядів на місяць в 2011 році. Найпопулярніші вебсайти в Канаді є основними міжнародними сайтами, такими як Google, Facebook і YouTube. Найпопулярніші канадські вебсайти є основними канадськими медіакомпаніями, які підтримують велику присутність в Інтернеті. Згідно з повідомленням comScore від лютого 2008 року, найпопулярнішими канадськими сайтами є Квебекор Медіа, головним чином Canoe.ca, за яким уважно стежать CTVglobemedia, що включає globeandmail.com та CTV.ca. За даними дослідників Гарварду, Канада має одні з найнижчих стандартів Інтернету серед країн ОЕСР, внаслідок високих витрат і повільної швидкості інтернету.
Канада має найбільшу кількість власників файлів на душу населення в світі. Загалом, неавторизоване копіювання або розповсюдження матеріалів, захищених авторським правом, чи то для отримання прибутку або для особистого користування, є незаконним відповідно до Закону Канади про авторські права. Проте деякі звільнення поширюються на добровільне копіювання невеликих частин творів, захищених авторським правом, для таких видів діяльності, як приватні дослідження, критика та новини. Крім того, Закон дозволяє копіювати звукозаписи музичних творів для особистого користування не порушенням авторських прав. Це підтверджується податком на бланкові носії для запису, яка поширюється на етикетки та музиканти, хоча і не рівномірно. Хоча неавторизоване завантаження або завантаження повних творів, захищених авторським правом, таких як книги, фільми чи програмне забезпечення, є незаконним відповідно до цього закону, ситуація щодо музичних файлів є більш складною.